# Condado de Humboldt (Nevada)
Humboldt es un condado ubicado en el estado estadounidense de Nevada. En 2007, se estimó su población en 18 052 habitantes. Su capital es Winnemucca.
El condado fue el lugar en el que se produjo un arresto en el año 2000 que condujo a la sentencia de la Corte Suprema estadounidense del año 2004, en el caso Hiibel vs. Sexto Tribunal de Distrito Judicial de Nevada (que sostiene que los estatutos que exigen a los sospechosos a identificarse a sí mismos durante investigaciones policiales, no violan la Cuarta o Quinta Enmiendas a la Constitución de los EE. UU.)

## Historia
El condado de Humboldt es el más antiguo de Nevada, creado por la Legislatura del Territorio de Utah en 1856. Es también uno de los nueve condados originales de Nevada creados en 1861. Llamado así por el río Humboldt que John C. Frémont nombró en honor al barón Friedrich Heinrich Alexander von Humboldt, geógrafo, naturalista y explorador prusiano. Humboldt nunca vio los lugares que llevan su nombre. Unionville fue la primera capital del condado en 1861 hasta que el auge de la minería acabó y fue trasladada a Winnemucca en la línea del ferrocarril transcontinental en 1873.

## Geografía
Según la Oficina del Censo estadounidense, el condado tiene un área total de 25 014 kilómetros cuadrados, de los cuales, 24 988 kilómetros cuadrados son tierra y 26 kilómetros cuadrados son agua, lo que corresponde a un 0,10 % de la superficie total.
La cordillera de Santa Rosa se extiende por la parte oriental del condado.

### Condados adyacentes
- Condado de Elko - al Este
- Condado de Lander - al Sureste
- Condado de Pershing - al Sur
- Condado de Washoe - al oeste
- Condado de Harney (Oregón)- al norte
- Condado de Malheur (Oregón) - al norte
- Condado de Owyhee (Idaho) - al Nordeste

## Demografía
Según el censo del año 2000, había 16 106 personas en el condado, organizado en 5733 viviendas y 4133 familias. La densidad de población es 1 personas por kilómetro cuadrado. Hay 6954 unidades de alojamiento en una densidad media de 0,64 habitantes por kilómetro cuadrado. El porcentaje de personas de diferentes razas del condado es: blancos el 83,21 % blancos, 0,51 % negros o afroamericanos, 4,02 % nativos americanos, 0,57 % asiáticos, 0,07 % isleños del Pacífico, 8,54 % de otras razas y un 3,09 % de dos o más razas. El 18,87 % de la población era de origen hispano o latino de cualquier raza.
Había 5733 viviendas en las cuales en el 40,9 % había niños menores de 18 años viviendo en ellas, en el 59,6 % parejas casadas viviendo juntas, en el 7,6 % una cabeza de familia femenina sin marido y en el 27,9 % no son familias. El 22,8 % de todas las viviendas estaba habitada por una sola persona y el 6,3 % tenía a una persona viviendo sola con 65 años de edad o más. El tamaño medio de las viviendas era 2,77 y el tamaño medio de familia era 3,28.
En el condado, el 31,40 % de la población es menor de 18 años de edad, el 7,50 % tiene de 18 a 24 años, el 31,20 % tiene de 25 a 44 años, el 22,30 % tiene de 45 a 64 años y el 7,50 % tiene 65 años o más. La edad media es de 33 años. Por cada 100 mujeres hay 110,30 varones. Por cada 100 mujeres de 18 años o más, hay 110,20 varones.
Los ingresos medios de una vivienda del condado es de 47 147 $, y la media de los ingresos de una familia es de 52 156 $. Los varones tienen una media de ingresos de 44 694 $ contra los 25 917 $ de las mujeres. La renta per cápita del condado es 19 539 $. El 9,70 % de la población y el 7,70 % de las familias están por debajo del umbral de la pobreza, de los cuales el 10,40 % son menores de 18 años y el 10,80 % mayores de 65 años.

## Ciudades y pueblos
- Denio
- Fort McDermitt
- Golconda
- McDermitt
- Orovada
- Paradise Valley
- Stone House
- Valmy
- Winnemucca